# Rossella Como

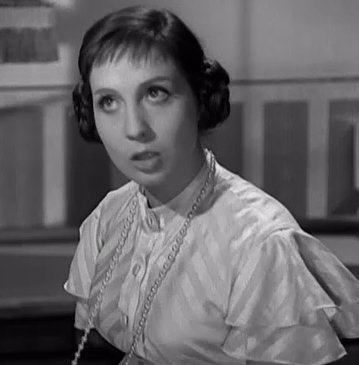
Rossella Como in "La nonna Sabella" (1957)

Rossella Como  (* 29. Januar 1937 in Rom; † 20. Dezember 1986 ebenda) war eine italienische Schauspielerin.

## Leben
Como debütierte als Fernsehmoderatorin im Alter von siebzehn Jahren bei „Primo applauso“ und konnte bald ihr Filmdebüt (wie viele andere Talente) in einer kleinen Rolle der Komödie Poveri ma belli feiern – die Kritik lobte ihre mitfühlende Gestaltung der ständig den Avancen des übermütigen Ettore Manni ausgesetzten Büroangestellten. Es folgte Pietro Franciscis Film Saragossa, in der sie die Rolle der Dolores innehatte. Im darauffolgenden Jahr spielte sie die Iole in Ich lass’ mich nicht verführen unter der Regie von Dino Risi. Weitere Filme ähnlichen Rollenschemas, vor allem in Komödien, folgten: ein wenig langweilige bis aufgekratzte Blondinen, die zu Bezeichnungen als „italienische Judy Holliday“ führten, aber auch ihre Talente ungenutzt erscheinen ließen, bis Como im Jahr 1963 in Federico Fellinis oscarprämierten Film Achteinhalb mitspielte. Doch weiterhin ließen sie die Produzenten nur klischeehafte Darstellungen, die auch weniger umfangreich wurden, spielen. Neben Edward G. Robinson und Adolfo Celi spielte Como in der italienisch-spanischen Produktion Weiße Westen für Ganoven mit. Ihren letzten Film Weihnachtsgeschenk drehte sie unter der Regie von Pupi Avati im Jahr 1986.
Mehrfach war Como auf dem Cover der italienischen Zeitschrift Tempo sowie im Magazin Radiocorriere TV abgebildet. Neben ihrer Filmtätigkeit war Como auch 1965 neben Amedeo Nazzari auf der Bühne zu sehen, in Dino Verdes Hanno rapito il presidente. Im selben Jahr präsentierte sie die Beatles bei ihren italienischen Auftritten. Zu Beginn der 1970er Jahre präsentierte sie folkloristische Musikstücke und Texte von Trilussa und Pier Paolo Pasolini auf Bühnen; auch eine Lateinamerikatournee des Programmes fand statt.
Im Alter von 49 Jahren erlag Como einem Krebsleiden.

## Filmografie (Auswahl)
- 1956: Saragossa (Orlando e i Paladini di Francia)
- 1957: Ich lass’ mich nicht verführen (Poveri ma belli)
- 1957: Großmutter Sabella (La nonna Sabella)
- 1957: Lazzarella
- 1958: Liebesspuk um Mitternacht (Carmela è una bambola)
- 1960: Die Liebesnächte des Herkules (Gli amori di Ercole)
- 1963: Achteinhalb (8½)
- 1963: Mit Faust und Degen (Il magnifico avventuriero)
- 1963: Das Mädchen La Pupa (La pupa)
- 1966: Frauen, die durch die Hölle gehen (Las siete magníficas)
- 1967: Das Superding (Per piacere, non sparate col cannone)
- 1968: Weiße Westen für Ganoven (Uno scacco tutto matto)
- 1971: Himmelfahrtskommando in die Hölle (I giardini del diavolo)
- 1971: Trastevere
- 1971: Marschbefehl zur Hölle (Il sergente Klems)
- 1976: Ein flottes Hausmädchen (La ragazza alla pari)
- 1986: Weihnachtsgeschenk (Regalo di Natale)